# 엔비 (영화)
《엔비》(영어: Envy)는 미국에서 제작된 배리 레빈슨 감독의 2004년 블랙 코미디 버디 영화이다. 벤 스틸러, 잭 블랙 등이 출연하였고, 폴라 와인스틴 등이 제작에 참여하였다.

## 줄거리
팀과 닉은 함께 3M에 다니는 이웃이자 절친이다.
닉은 개의 똥(poo)을 순식간에 기화시키는(vaporize) 스프레이 "배푸라이즈"(Vapoorize)를 발명하여 급속도로 큰 성공을 거둔다. 닉에게서 투자 제안을 받았을 때 발상을 비웃으며 거금을 벌 기회를 날려버린 팀의 질투심(envy)은 날이 갈수록 더해 간다.
어느 날 팀은 닉의 애마 코키를 우연히 화살로 쏘아 죽인다. 닉이 코키의 행방을 찾으며 사례금으로 5만 달러를 걸자 팀은 바에서 만난 떠돌이 J맨과 짜고, J맨이 코키를 발견했다고 거짓 신고를 하고 상금은 둘이 나눠갖기로 한다. 그러나 팀은 폭우 속에서 코키 시체를 잃어버린다.
닉은 로마 시장에 배푸라이즈를 처음 소개시키게 되면서 동등한 지분을 갖는 조건으로 팀에게 동업을 제안하고, 팀도 하루 아침에 부자가 된다. 배신감을 느낀 J맨은 팀을 협박하면서 자신에게도 동업을 시켜달라고 요구한다. 그러나 팀이 닉에게 사실대로 털어놓기로 결심하고 코키를 사고로 죽인 경위를 설명하다가 의도치 않게 J맨을 쏘자 J맨은 팀의 탐욕이 이런 사태를 초래한 거라고 두려워하며 물러난다.
닉은 팀의 질투를 이해하고 계속 동반자 관계를 이어나간다. 그러나 주 상원 진출을 노리는 닉의 아내 내털리가 기자 회견을 갖던 도중 인근 강에서 코키 시체가 떠내려온다. 검시에서 코키는 팀이 정원에 뿌렸던 배푸라이즈 부산물에 중독돼 사망한 것으로 밝혀진다. 환경에 악영향을 끼치는 배푸라이즈는 시장에서 철수되고, 내털리는 선거를 포기하고, 팀과 닉은 알거지가 된다.
그러나 이번엔 팀이 짜먹는 푸딩 "포켓 플랜"을 개발한다. 팀과 닉은 함께 정보 광고에 등장하고, 이들은 J맨과도 화해한듯 보인다.

## 출연
- 벤 스틸러 - 팀 딩먼 역
- 잭 블랙 - 닉 밴더파크 역
- 레이철 바이스 - 데비 딩먼 역
- 에이미 폴러 - 내털리 밴더파크 역
- 크리스토퍼 워컨 - J맨 고더드 역
- 에리얼 게이디
- 샘 러너

## 기타 제작진
- 공동 제작: 조시 매클라글런
- 배역: 엘런 루이스
- 미술: 빅터 켐프스터
- 의상: 글로리아 그레셤